# Wengen
Wengen es una localidad suiza del Oberland bernés perteneciente a la comuna de Lauterbrunnen, en el cantón de Berna. Es la mayor población de dicha comuna. Está situado a 1274 metros sobre el nivel del mar, a los pies de las montañas Eiger, Mönch y Jungfrau y a 400 metros de altura sobre el Valle de Lauterbrunnen. Pertenece a la región turística del Jungfrau, declarada Patrimonio de la Humanidad de la Unesco en diciembre de 2001 y ampliada en el 2007 con el nombre Alpes suizos Jungfrau-Aletsch.
Desde 1893 se puede acceder a Wengen desde Lauterbrunnen con el tren de cremallera Wengernalpbahn. Al carecer de conexión con la red de carreteras no hay tráfico rodado, a excepción de algunos taxis eléctricos. Wengen tiene alrededor de 1300 habitantes todo el año, aunque su población aumenta hasta más de 10 000 en la temporada alta invernal y aproximadamente 5.000 en la temporada alta estival.[cita requerida]
Wengen es conocido como "el pueblo del Jungfrau", así como por celebrar la competición de esquí Lauberhorn, una de las más célebres carreras de la Copa del Mundo de Esquí Alpino.
Cuenta con una iglesia protestante, construida en 1953 y calificada como monumento protegido, así como con una iglesia anglicana y otra católica.

## Historia
El nombre "Wengen" aparece por primera vez en documentos oficiales en 1268. El origen del nombre no está claro.
Los habitantes llevaban una vida solitaria y sencilla, aunque sufrieron la gran peste de 1669 y con frecuencia se veían afectados por desastres naturales. En 1770 ocho personas perdieron la vida en una avalancha. En 1791 se produjo un desprendimiento que causó pérdidas humanas y materiales.
Los primeros "turistas" llegaron en el siglo XVIII, subían desde Lauterbrunnen y se dirigían hacia Grindelwald, cruzando el Wengernalp y el Kleine Scheidegg. Uno de los primeros visitantes fue el compositor romántico Felix Mendelssohn. En 1817, la publicación de "Historia de una excursión de seis semanas" de Percy y Mary Shelley y de "Manfredo" de Lord Byron, en las que se describían los paisajes de la zona, supuso el comienzo de la industria del turismo para el pueblo.
En 1859 se abrió la primera casa de huéspedes en Wengen, la 'Launerhaus', con capacidad para 30 personas. En la década de 1890 se construyó el ferrocarril a través del Wengernalp, por aquel entonces el medio de transporte más moderno y hoy en día todavía el único disponible para llegar a Wengen, ya que no hay ninguna carretera abierta al tráfico rodado. El número de habitantes pasó así de 210 en 1783 a 811 en 1900.
Durante la Segunda Guerra Mundial hubo internados en Wengen aviadores británicos de la RAF, pilotos de las fuerzas aéreas americanas y soldados polacos.[cita requerida] Tras las guerra se reanudó el turismo. En la primera década del siglo XXI Wengen experimentó un gran desarrollo inmobiliario. La construcción de numerosos alojamientos de vacaciones produjo una dispersión urbana en el paisaje.

## Población
Evolución de la población
| Año       | 1783 | 1811 | 1835 | 1900 | 1910 | 1930 | 1941 | 1960 | 1970 | 1980 | 2006 |
| Población | 210  | 449  | 425  | 811  | 1016 | 996  | 974  | 1257 | 1419 | 1211 | 1332 |

## Deportes de invierno

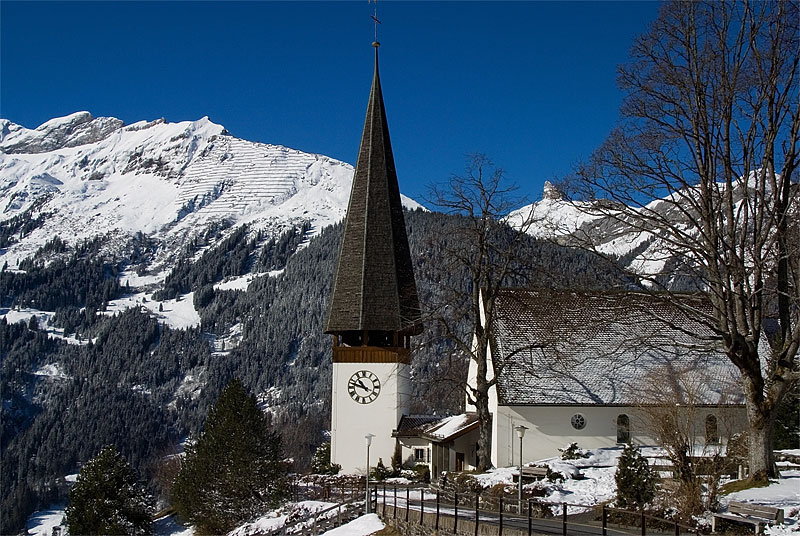
Iglesia.

Cada año en enero tiene lugar la famosa carrera Lauberhorn, considerada una clásica del esquí alpino. En 2011 se celebró del 14 al 16 de enero e incluyó super-combinada, descenso y slalom.
La pista de descenso es la más larga del mundo. Sus 4.455 m se recorren en unos dos minutos y medio (unos 30-45 segundos más que en las pistas habituales de descenso). También se alcanzan las mayores velocidades del circuito de la copa del mundo, unos 160 km/h en el Haneggschuss. El descenso del Lauberhorn es considerado uno de los más pintorescos del mundo por sus paisajes únicos (rodeado por las montañas del Eiger, Mönch y Jungfrau y por encima del Valle de Lauterbrunnen), suele contar además con cielos despejados a mediados de enero. También son muy conocidos algunos pasos como el Hundschopf, un salto de unos 40m sobre un saliente rocoso, el Kernen-S (paso sobre un puente a unos 80 km/h) y el túnel de la Wasserstation (paso por debajo de la vía del tren Wengernalpbahn).
Wengen comparte el dominio esquiable con la estación de Grindelwad. Mediante el ferrocarril Wengernalpbahn se alcanzan las pistas de Allmend, de Wengernalp y de Kleine Scheidegg. Con el teleférico Wengen-Männlichen se llega a Männlichen (2.230m), desde donde se puede llegar a las pistas que bajan a Grindelwald o hacia Kleine Scheidegg (2.061 m s. n. m.). Se puede ir a pie tanto a Männlichen como a Kleine Scheidegg, en unas tres horas. El camino hacia Männlichen, estrecho y empinado, es más peligroso también por las nieblas repentinas que se pueden formar y que reducen la visibilidad prácticamente a cero.
Wengen es también la sede del "The Downhill Only Club", uno de los más antiguos clubs británicos de esquí alpino, fundado en 1925.

## Política
Wegen forma parte, junto con Mürren, Isenfluh, Gimmelwald, Stechelberg y Lauterbrunnen de la comuna de Lauterbrunnen. En algunos aspectos (escuela, etc) Wengen ha mantenido cierta independencia respecto a Lauterbrunnen debido, entre otros factores, a la limitada conexión por ferrocarril entre ambas localidades.

## Economía
En Wengen trabajan personas de diferentes partes del mundo, la mayoría en el sector de la hostelería, tanto en la época invernal como en verano. El ferrocarril Jungfraubahn y la Elektrizitätswerk Lauterbrunnen (generación de energía eléctrica) son los otros principales sectores laborales. Otros son las empresas de construcción, serrerías, talleres mecánicos, y la administración comunal, escuelas, mantenimiento, etc.

## Cultura
En las temporadas altas (verano a invierno) tienen lugar diversos eventos culturales: conciertos de cámara, de órgano y corales en la iglesia protestante, conciertos de la banda de música, coros, exhibición de trajes tradicionales, cantos tiroleses (yodel), etc.

### Semana Musical Mendelssohn
La primera edición de la Semana Musical Mendelssohn tuvo lugar del 20 al 27 de agosto de 2005 en Wengen. Tras la inauguración, el 4 de agosto de 2004, del monumento a Mendelssohn y del concierto posterior, se dedica una semana en agosto a la música del compositor.

### Teatro de marionetas Freie Marionettenbühne Wengen
Cada año durante la estación invernal y hasta Pascua, el único festival de marionetas del Oberland bernés, la compañía Freie Marionettenbühne Wengen, está instalado en Wengen y ofrece un programa detallado de espectáculos. Durante el verano, la compañía está de gira con su repertorio. La primera de sus representaciones tuvo lugar en enero de 2002. Desde entonces la compañía ha representado cuentos del Oberland bernés y de todo el mundo tanto en Suiza como en el exranjero.

## Eventos deportivos
Además de la carrera de esquí alpino Lauberhorn, Wengen alberga cada mes de septiembre el maratón de Jungfrau, donde miles de espectadores disfrutan del espectáculo de alrededor de 4000 participantes en la carrera de 42km que recorre un hermoso paisaje alpino.

## Clubs y sociedades
En las regiones montañosas de Suiza son muy populares las asociaciones, clubs y sociedades. En Wengen podemos encontrar en funcionamiento una sociedad de mujeres, un club de Trychler (cencerros), una sociedad musical, un coro masculino, un grupo de Jodler, un grupo de bailes regionales, una asociación de niños y jóvenes, la asociación de la Biblioteca, un club de hokey, un club de esquí, el DHO (Downhill Only, el club británico de esquí), una asociación de Turismo y el coro Salzbytti-Chörli.

## Comunicaciones
Desde la estación de tren de Interlaken Este, la compañía Berner Oberland Bahn (BOB, Ferrocarriles del Oberland Bernés) tiene una conexión a Lauterbrunnen,donde se debe hacer trasbordo a la Wengernalpbahn (WAB) de Wengen. Otra posibilidad es, con la Wengernalpbahn, enlazar a Grindelwald pasando por Kleine Scheidegg, y desde allí de nuevo a Interlakes Este con la BOB. También se puede subir a Wengen a pie desde Lauterbrunnen (3,5 km).

## Peligros naturales
La región ha sufrido en varias ocasiones importantes avalanchas. En el invierno de 1999 dos personas perdieron la vida en el Café Oberland. La escuela cerró durante una semana y los ferrocarriles de la Wengernalpbahn dejaron de funcionar durante un día. A principios de febrero de 2003 se repitió la misma situación. La Comisión de Avalanchas cerró varias carreteras y pistas y aunque la situación mejoró al cabo de unos días, hubo daños a las vías del tren y en el bosque. En 2007 se completó un proyecto de construcción contra avalanchas en Männlichen.
En la semana del 22 de agosto de 2005 y debido a dos pequeños deslizamientos de tierra, se produjo un corte del suministro eléctrico durante dos días. Eso produjo a su vez un corte en los servicios de comunicaciones, tanto móviles como fijos, que supuso un enorme desafío para los servicios de emergencia. El único medio de comunicación que funcionaba era el sistema de radio de la Policía Cantonal de Berna, que montó un repetidor en Männlichen, a través del cual pudo comunicarse con el departamento local de bomberos. Como Wengen se quedó totalmente aislado, fue necesario establecer una conexión mediante helicóptero para trasladar, sobre todo, a los turistas bloqueados.
A pesar de las frecuentes tormentas que asuelan la zona de Wengen, es infrecuente que se produzcan graves daños. La tormenta Lothar de 1990 provocó muchos daños en los árboles.

## Imágenes de Wengen

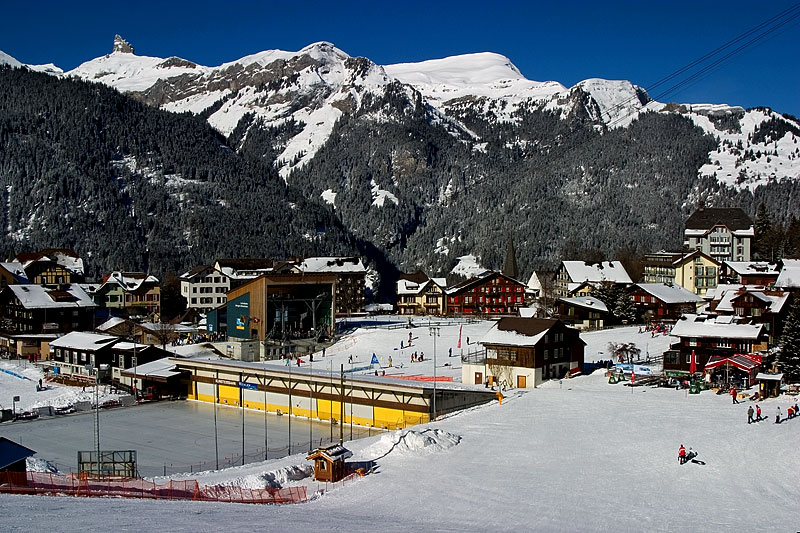
Estación base del teleférico Wengen-Männlichen y pista de patinaje
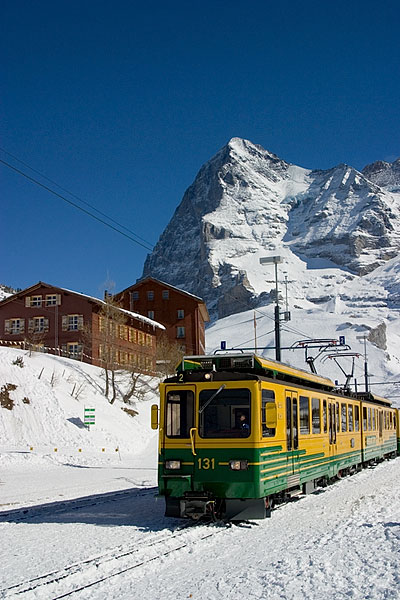
Ferrocarril Wengernalpbahn en el Wengernalp con el Eiger el fondo
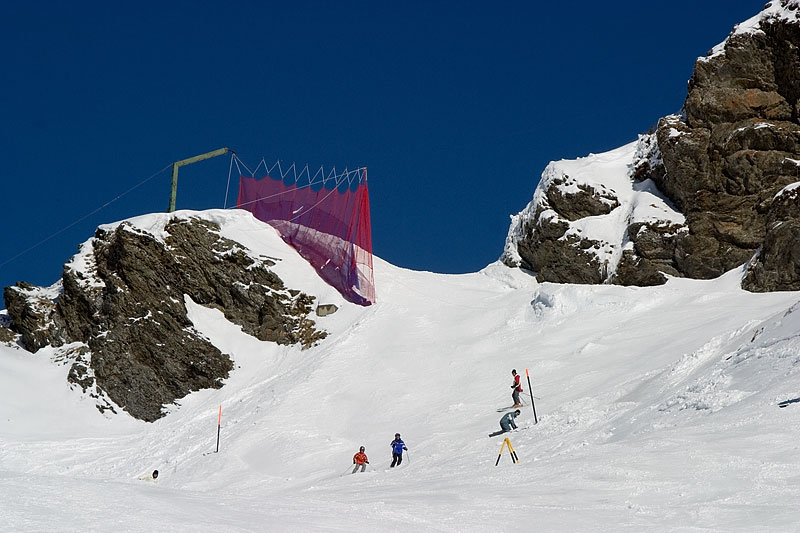
Hundschopf (carrera de esquí Lauberhorn)
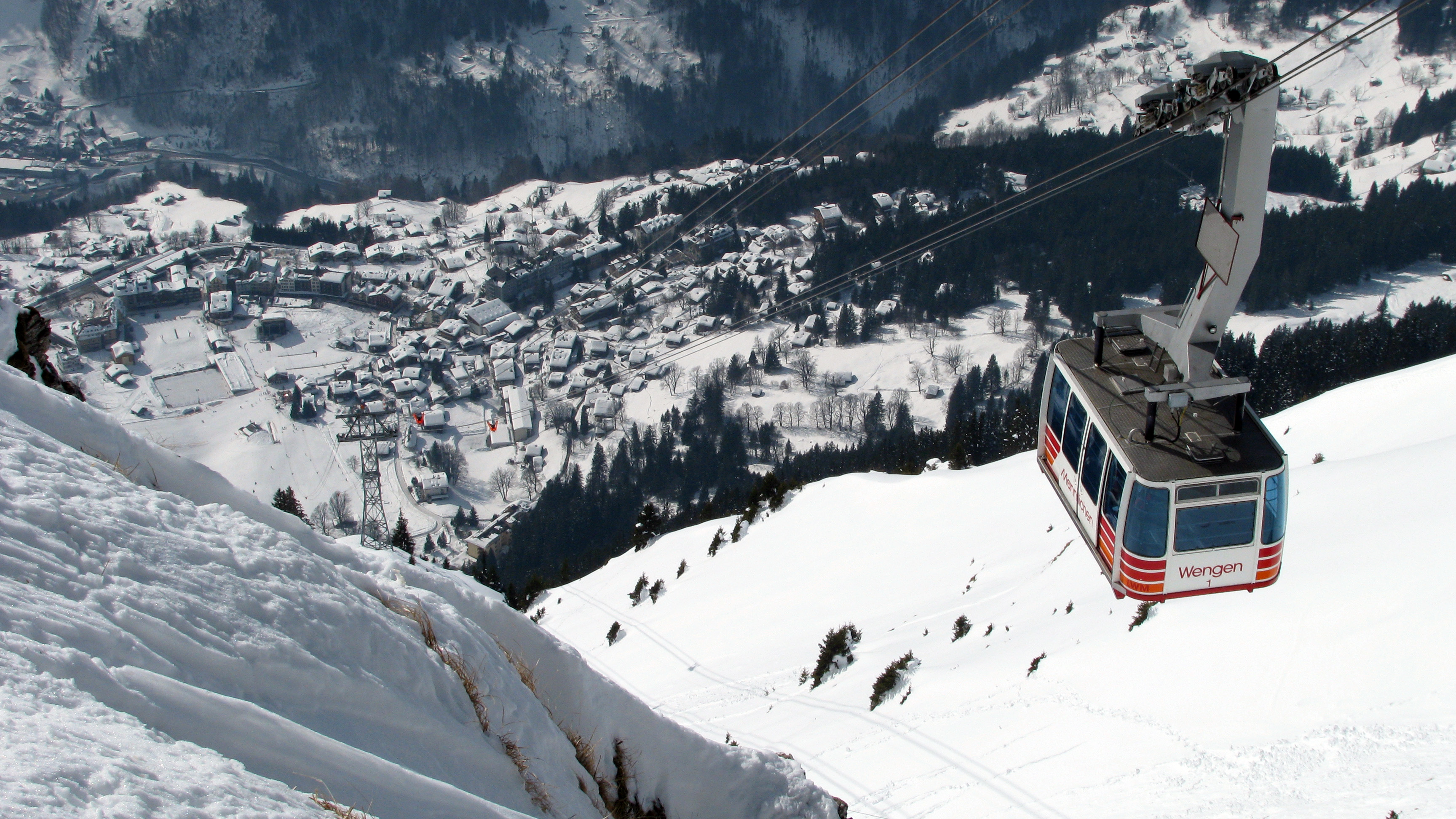
Teleférico Wengen-Männlichen (LWM) en dirección a Wengen

Wengen en verano
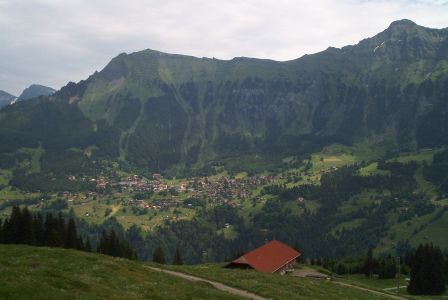
Wengen y el Männlichen
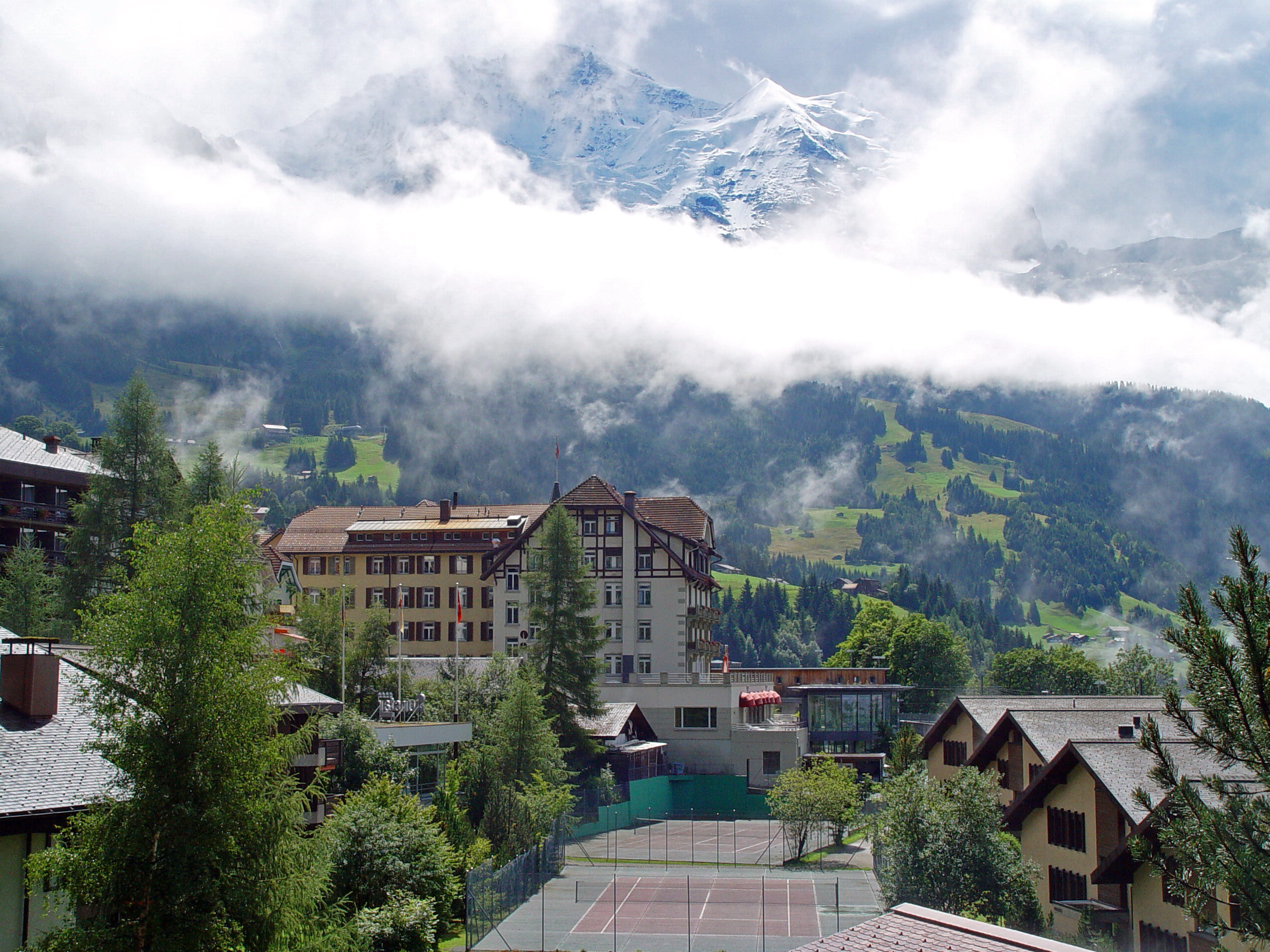
Wengen en la niebla veraniega
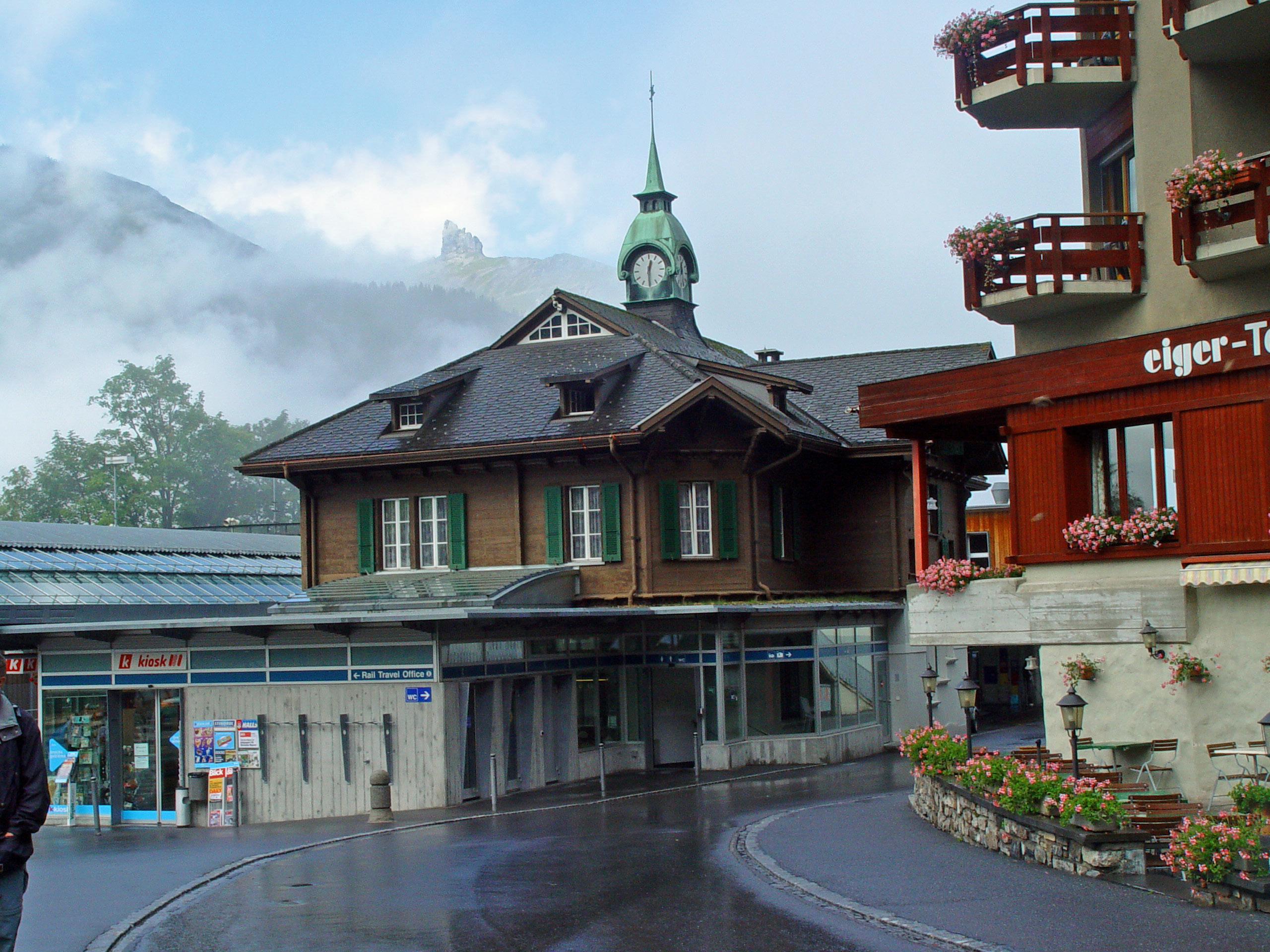
Estación de ferrocarril en Wengen